# Isefjordsværkstedet
Isefjordsværkstedet (også kaldet Isefjordsgruppen) var et malerværksted der i midten af 1400-tallet malede kalkmalerier i mindst 25 landsbykirker i Roskilde Stift. Værkstedets (i øvrigt ukendte) mester kaldes gerne Isefjordsmesteren eller Vallensbækmesteren. Foruden at male kalkmalerier udførte værkstedet også andre maleropgaver. For eksempel har værkstedet udført en restaureringsopgave på et krucifiks i Over Dråby Kirke. Isefjordsværkstedet malede især scener fra Bibelen med særlig vægt på Det Gamle Testamente, Jesu fødsel og barndom og hans lidelse, død og opstandelse samt dommedag.
Kirker med eksisterende kalkmalerier
- Asmindrup Kirke
- Bregninge Kirke
- Egebjerg Kirke
- Herlev Kirke
- Karlebo Kirke
- Kirke Hyllinge Kirke
- Lynge Kirke
- Mørkøv Kirke
- Måløv Kirke
- Nørre Herlev Kirke
- Over Dråby Kirke
- Reerslev Kirke
- Skamstrup Kirke
- Tuse Kirke
- Uvelse Kirke
- Vallensbæk Kirke
- Vejlby Kirke
- Sigerslevvester Kirke

Kirker, hvor udsmykningen ikke længere er synlig
- Lillerød Kirke
- Nørre Asmindrup Kirke
- Snostrup Kirke
- Stenløse Kirke
- Tveje Merløse Kirke
- Værslev Kirke

## Ekstern henvisning
- Isefjordsværkstedet Arkiveret 21. februar 2005 hos  Wayback Machine